# Karin Dor
Karin Dor, talvolta indicata come Kätherose Derr o Rose Dor (Wiesbaden, 22 febbraio 1938 – Monaco di Baviera, 6 novembre 2017), è stata un'attrice tedesca, conosciuta per essere stata una Bond girl e per aver interpretato diversi film del cinema di genere.

## Biografia
Dopo l'esordio in teatro, Karin Dor apparve nel film con l'agente segreto James Bond Agente 007 - Si vive solo due volte (1967), dove interpretava il ruolo di Helga Brandt. Venne poi scelta da Alfred Hitchcock nel 1969 per Topaz, dove interpretò la parte della cubana Juanita de Cordoba. Sempre negli anni sessanta fece parte del cast di diversi film ispirati a storie di Edgar Wallace e Karl May.
Fu interprete guest star nella serie televisiva Ironside e in film per la televisione basati sui racconti di Rosamunde Pilcher. Nel 2008 tornò sulle scene recitando a Monaco di Baviera in teatro in Man lebt nur dreimal (Si vive solo tre volte). 
Karin Dor morì in una casa di cura a Monaco di Baviera il 6 novembre 2017, a 79 anni.

## Vita privata
Fu sposata con l'attore e stuntman statunitense George Robotham dal 1988 fino alla morte di lui, sopraggiunta nel 2007. La coppia viveva dividendosi fra Los Angeles e Monaco di Baviera. In precedenza, Karin Dor era stata moglie del regista Harald Reinl dal 1954 al 1968 (da quest'unione nacque un figlio)

## Filmografia
- Il tenente dello zar (Der letzte Walzer), regia di Arthur Maria Rabenalt (1953)
- Rosen aus dem Süden, regia di Franz Antel (1954)
- Rosen-Resli, regia di Harald Reinl (1954)
- Der schweigende Engel, regia di Harald Reinl (1954)
- Ihre große Prüfung, regia di Rudolf Jugert (1954)
- Solange du lebst, regia di Harald Reinl (1955)
- Santa Lucia, regia di Werner Jacobs (1956)
- Kleiner Mann - ganz groß, regia di Hans Grimm (1957)
- Die Zwillinge vom Zillertal, regia di Harald Reinl (1957)
- Almenrausch und Edelweiß, regia di Harald Reinl (1957)
- Mit Eva fing die Sünde an, regia di Fritz Umgelter (1958)
- Hilde e Hans - il miracolo dell'amore (Worüber man nicht spricht - Frauenarzt Dr. Brand greift ein), regia di Wolfgang Glück (1958)
- 13 kleine Esel und der Sonnenhof, regia di Hans Deppe (1958)
- Skandal um Dodo, regia di Eduard von Borsody (1959)
- Das blaue Meer und Du, regia di Thomas Engel (1959)
- Ein Sommer, den man nie vergißt, regia di Werner Jacobs (1959)
- So angelt man keinen Mann, regia di Hans Deppe (1959)
- La banda del terrore (Die Bande des Schreckens), regia di Harald Reinl (1960)
- Im weißen Rößl, regia di Werner Jacobs (1960)
- L'arciere verde (Der grüne Bogenschütze), regia di Jurgen Roland (1961)
- Bei Pichler stimmt die Kasse nicht, regia di Hans Quest (1961)
- Il castello dell'orrore (Der Fälscher von London), regia di Harald Reinl (1961)
- Am Sonntag will mein Süsser mit mir segeln gehn, regia di Franz Marischka (1961)
- Im schwarzen Rößl, regia di Franz Antel (1961)
- The Bellboy and the Playgirls, regia di Francis Ford Coppola e Fritz Umgelter (1962)
- Gli artigli invisibili del dotto Mabuse (Die unsichtbaren Krallen des Dr. Mabuse), regia di Harald Reinl (1962)
- Il terrore di notte (Der Teppich des Grauens), regia di Harald Reinl (1962)
- Ohne Krimi geht die Mimi nie ins Bett, regia di Franz Antel (1962)
- Il tesoro del lago d'argento (Der Schatz im Silbersee), regia di Harald Reinl (1962)
- Lo strangolatore di Londra (Die weiße Spinne), regia di Harald Reinl (1963)
- Lo strangolatore dalle 9 dita (Der Würger von Schloß Blackmoor), regia di Harald Reinl (1963)
- La vedova nera (Das Geheimnis der schwarzen Witwe), regia di Franz Josef Gottlieb (1963)
- Professionisti per una rapina (Zimmer 13), regia di Harald Reinl (1964)
- Giorni di fuoco (Winnetou - 2. Teil), regia di Harald Reinl (1964)
- Hotel der toten Gäste, regia di Eberhard Itzenplitz (1965)
- La valle delle ombre rosse (Der letzte Mohikaner), regia di Harald Reinl (1965)
- Fu Manchu A.S.3 - Operazione tigre (The Face of Fu Manchu), regia di Don Sharp (1965)
- Desperado Trail (Winnetou - 3. Teil), regia di Harald Reinl (1965)
- Io la conoscevo bene, regia di Antonio Pietrangeli (1965)
- Der unheimliche Mönch, regia di Harald Reinl (1965)
- Upperseven, l'uomo da uccidere, regia di Alberto De Martino (1966)
- Spie contro il mondo (Gern hab' ich die Frauen gekillt), regia di Alberto Cardone, Robert Lynn e Sheldon Reynolds (1966)
- Tiro a segno per uccidere (Das Geheimnis der gelben Mönche), regia di Manfred R. Köhler (1966)
- I Nibelunghi (Die Nibelungen, Teil 1 - Siegfried), regia di Harald Reinl (1966)
- Die Nibelungen, Teil 2 - Kriemhilds Rache, regia di Harald Reinl (1966)
- Agente 007 - Si vive solo due volte (You Only Live Twice), regia di Lewis Gilbert (1967)
- La tredicesima vergine (Die Schlangengrube und das Pendel), regia di Harald Reinl (1967)
- Caroline chérie, regia di Denys de La Patellière (1968)
- L'uomo dal lungo fucile (Winnetou und Shatterhand im Tal der Toten), regia di Harald Reinl (1968)
- Operazione ladro (It Takes a Thief) - serie TV, 1 episodio (1969)
- Topaz, regia di Alfred Hitchcock (1969)
- Operazione terrore (Los monstruos del terror), regia di Tulio Demicheli (1970)
- Ironside - serie TV, 2 episodi (1970)
- F.B.I. (The F.B.I.) - serie TV, 1 episodio (1970)
- Haie an Bord, regia di Arthur Maria Rabenalt (1971)
- Hochzeitsnacht im Paradies - film TV (1974)
- Uccidete l'agente Lucas (Die Antwort kennt nur der Wind), regia di Alfred Vohrer (1974)
- Warhead, regia di John O'Connor (1977)
- Frauenstation, regia di Rolf Thiele (1977)
- Four Against the Desert - film TV (1977)
- Dark Echo, regia di George Robotham (1977)
- Achtung Zoll! - serie TV, 1 episodio (1980)
- Der Lord und das Kätzchen - film TV (1983)
- Gipfeltreffen - film TV (1985)
- Strauss, re senza corona (Johann Strauss - Der König ohne Krone), regia di Franz Antel (1987)
- Die große Freiheit - serie TV, 4 episodi (1992-1993)
- Mein Freund, der Lipizzaner - film TV (1994)
- SOKO München - serie TV, 1 episodio (2001)
- Inga Lindström - serie TV, 1 episodio (2004)
- Ich bin die Andere, regia di Margarethe von Trotta (2006)
- La nave dei sogni (Das Traumschiff) - serie TV, 2 episodi (2010)
- Rosamunde Pilcher - serie TV, 3 episodi (1998-2011)
- Die abhandene Welt, regia di Margarethe von Trotta (2015)

## Doppiatrici italiane
- Luisella Visconti in Giorni di fuoco
- Adriana Asti in Io la conoscevo bene
- Maria Pia Di Meo in Agente 007 - Si vive solo due volte
- Rita Savagnone in Caroline chérie
- Adriana De Roberto in Topaz